# Liv Mjönes
Liv Anna Mjönes, född 18 september 1979 i Kista, är en svensk skådespelare.

## Biografi
Mjönes växte upp i en läkarfamilj i Sundsvall med tre äldre bröder, varav även David Mjönes är skådespelare. Hon gick ut Teaterhögskolan i Stockholm 2006, filmdebuterade i Miffo 2003 och Guldbaggenominerades 2011 för sin roll som ”Frida” i filmen Kyss mig. Sedan 2004 har Mjönes främst varit verksam på Stockholms stadsteater, där hon debuterade som ”Miranda” i Shakespeares Stormen och bland annat spelade ”Cornelia” i Kung Lear (2013) och titelrollen i en specialversion av Hamlet (2014). Våren 2016 spelade hon den kvinnliga huvudrollen ”Carter” i urpremiären av Sara Stridsbergs American Hotel. Hon har även spelat på Dramaten. 
År 2014 spelade Mjönes rollen som ”Petra” i SVT-serien Ettor & nollor. Hon spelar även en av huvudrollerna i TV4:s dramakomediserie Torpederna. Rollen som ”Dagmar Randel” i Pernilla Augusts filmatisering av Hjalmar Söderbergs Den allvarsamma leken gjorde hon även på Stockholms stadsteater år 2008. 2017 blev hon dessutom guldbaggenominerad för sin insats som Dagmar Randel.
2021 blev hon guldbaggenominerad en tredje gång för sin roll som Karin i filmen Tigrar. För fjärde gången blev Liv Mjönes nominerad till en guldbagge för sin insats som Ullis i filmen Tack för senast.
2023 blev Liv Mjönes Kristallen-nominerad för sin roll som Barbro i Händelser vid vatten. För femte gången blev Liv Mjönes nominerad i kategorin bästa kvinnliga biroll 2024 som rollen Katrin i Så länge hjärtat slår.

## Privatliv
Liv Mjönes bor i Stockholm med sin sambo mimskådespelaren Henrik Bäckbro (född 1976) och har två söner. Hon har släkt i Estland.

## Filmografi
- 2000–2001 – Hotell Seger
- 2002 – Vexator
- 2003 – Miffo
- 2005 – Coachen (TV)
- 2006 – En uppstoppad hund
- 2007 – Hotell Kantarell (TV)
- 2007 – Se upp för dårarna
- 2008 – Vägen hem
- 2009 – De halvt dolda (TV)
- 2010 – Drottningoffret (TV)
- 2010 – Välkommen åter (TV)
- 2011 – Bibliotekstjuven (TV)
- 2011 – Kyss mig
- 2011 – Stockholm Östra
- 2012 – Hamilton – I nationens intresse
- 2013 – Wallander – Försvunnen
- 2013 – Tragedi på en lantkyrkogård
- 2014–2017 – Torpederna (TV-serie)
- 2014 – Ettor och nollor (TV-serie)
- 2015 – Modus (TV-serie)
- 2015 – Livet i Mattelandet (TV-serie)
- 2015 – Tsatsiki, farsan och olivkriget
- 2016 – Gentlemen & Gangsters (TV-serie)
- 2016 – Den allvarsamma leken
- 2016 – Jävla klåpare! (TV-serie)
- 2017 – All inclusive
- 2018–2020 – Advokaten (TV-serie)
- 2018 – Sthlm Rekviem (TV-serie)
- 2018 – Röjar-Ralf kraschar internet (röst)
- 2019 – Midsommar
- 2019 – Tills Frank skiljer oss åt
- 2020 – Tsunami (TV-serie)
- 2020 – Fullt hus (TV-serie)
- 2020 – Amningsrummet (TV-serie)
- 2021 – Tigrar
- 2021 – Eva & Adam
- 2021–2022 – Trevlig helg (TV-serie)
- 2023 – Händelser vid vatten (TV-serie)
- 2023 – En dag kommer allt det här bli ditt
- 2023 – Kapningen (TV-serie)
- 2023 – Familjen Andersson (TV-serie)
- 2023 – This is not Sweden (TV-serie)
- 2024 – Så länge hjärtat slår

## Teater

### Roller (ej komplett)
| År   | Roll          | Produktion                                                                        | Regi             | Teater                   |
| ---- | ------------- | --------------------------------------------------------------------------------- | ---------------- | ------------------------ |
| 2006 |               | Ingenstans Thomas Lindahl och Irena Kraus                                         | Judit Benedek    | Sörmlands Musik & Teater |
| 2006 | Daddy's girl  | Valerie Jean Solanas ska bli president i Amerika Sara Stridsberg                  | Klaus Hoffmeyer  | Dramaten                 |
| 2008 | Elaine Harper | Arsenik och gamla spetsar (Arsenic and Old Lace) Joseph Kesselring                | Eva Dahlman      | Stockholms stadsteater   |
| 2024 | Sara          | Tomten är far till alla barnen Monica Rolfner, Rikard Bergqvist och Mathias Venge | Rikard Bergqvist | Cirkus, Stockholm        |